# Anoplodactylus inermis
Anoplodactylus inermis is een zeespin uit de familie Phoxichilidiidae. De soort behoort tot het geslacht Anoplodactylus. Anoplodactylus inermis werd in 1961 voor het eerst wetenschappelijk beschreven door Losina-Losinsky. 